# 立陶宛政治
立陶宛是半總統制多黨制民主共和國。立陶宛總理是立陶宛政府的首腦。立法權由立陶宛國會所有。司法機構的大法官由立陶宛總統任命，並且獨立於行政機構和立法機構。立陶宛憲法在1992年10月25日通過成立。立陶宛是多黨制國家，沒有政黨擁有絕對優勢地位，政權都是聯合政權。